# گسترا
گستِرا (انگلیسی: GasTerra) شرکت گاز هلندی است، که در زمینه توزیع، خرید و فروش گاز طبیعی فعالیت می‌کند. 
شرکت گسترا در سال ۲۰۰۵ تأسیس شد و هم‌اکنون شرکت شل (۲۵٪)، اکسان‌موبیل (۲۵٪) و دولت هلند ۵۰٪ درصد از سهام این شرکت را در اختیار دارند. دفتر مرکزی در شهر خرونینگن، هلند قرار دارد.